# Silje Norendal
Silje Norendal (Kongsberg, 1 september 1993) is een Noorse snowboardster. Ze vertegenwoordigde haar vaderland op de Olympische Winterspelen 2014 in Sotsji en op de Olympische Winterspelen 2018 in Pyeongchang.

## Carrière
Bij haar wereldbekerdebuut, in februari 2009 in Cypress Mountain, scoorde Norendal direct wereldbekerpunten. In maart 2013 behaalde ze haar eerste toptienklassering in een wereldbekerwedstrijd. Op de Winter X Games XVIII in Aspen won de Noorse goud op het onderdeel slopestyle. Tijdens de Olympische Winterspelen van 2014 in Sotsji eindigde Norendal als elfde op het onderdeel slopestyle.
In Aspen nam ze deel aan de Winter X Games XIX. Op dit toernooi behaalde ze opnieuw de gouden medaille op het onderdeel slopestyle. In januari 2017 stond de Noorse in Kreischberg voor de eerste maal in haar carrière op het podium van een wereldbekerwedstrijd. Op de FIS wereldkampioenschappen snowboarden 2017 in de Spaanse Sierra Nevada veroverde Norendal de bronzen medaille op het onderdeel big air. Tijdens de Olympische Winterspelen van 2018 in Pyeongchang eindigde ze als vierde op het onderdeel slopestyle en als zesde op het onderdeel big air.
Op 18 januari 2019 boekte de Noorse in Laax haar eerste wereldbekerzege.

## Resultaten

### Olympische Winterspelen
| Jaar | Plaats      | Resultaten               |
| ---- | ----------- | ------------------------ |
| 2014 | Sotsji      | 11e Slopestyle           |
| 2018 | Pyeongchang | 6e Big air 4e Slopestyle |

### Wereldkampioenschappen
| Jaar | Plaats        | Resultaten |
| ---- | ------------- | ---------- |
| 2017 | Sierra Nevada | Big air    |

### Wereldbeker
Eindklasseringen
| Seizoen   | Algm | HP  | SBS | BA  |
| --------- | ---- | --- | --- | --- |
| 2008/2009 | 170e | 71e | -   | -   |
| 2012/2013 | 25e  | -   | 5e  | -   |
| 2013/2014 | 39e  | -   | 20e | -   |
| 2015/2016 | 44e  | -   | 24e | 22e |
| 2016/2017 | 19e  | -   | 10e | 24e |
| 2017/2018 | 6e   | -   | 4e  | 6e  |

Wereldbekerzeges
| Datum           | Plaats | Onderdeel  |
| --------------- | ------ | ---------- |
| 18 januari 2019 | Laax   | Slopestyle |